# Collecorvino
Collecorvino är en ort och kommun i provinsen Pescara i regionen Abruzzo i Italien. Kommunen hade 6 092 invånare (2018).